# スペイン国立通信教育大学
スペイン国立通信教育大学（スペイン語: Universidad Nacional de Educación a Distancia、UNED）は、スペイン・マドリードに本部を置く国立大学。通信教育課程の大学であり、1972年に設立された。スペイン中央政府によって運営される唯一の大学である。2018年時点では推定25万人が学んでおり、学生数の観点ではスペイン最大の大学である。

## 学部
- コンピュータ工学校
- 産業工学部
- 理学部
- 経済・経営学部
- 政治学・社会学部
- 法学部

- 教育学部
- 文学部
- 哲学部
- 地理・歴史学部
- 心理学部

## 関連人物

### 出身者
- アグスティン・ガルシア＝ガスコ・ビセンテ - ローマカトリック教会枢機卿。
- 小池和良 - 日本のスペイン語学者。
- ナディア・カルビニョ - 経済学者。
- トリニダ・ヒメネス（英語版） - 政治家。
- アマイア・モンテーロ - 歌手。ラ・オレハ・デ・バン・ゴッホの元ボーカル。

### 教員
- ホセバ・サリオナンディア - 文献学者。
- ハイメ・パストール（スペイン語版） - 政治学者。

### 名誉博士号
- イリヤ・プリゴジン - ベルギーの化学者。
- ヘルマン・ハーケン - ドイツの物理学者。
- ポール・サミュエルソン - アメリカの経済学者。
- マヌエル・フラガ・イリバルネ - スペインの政治家。
- フランシスコ・アヤラ - スペインの小説家。
- カルロス・フエンテス - メキシコの小説家。
- フェデリコ・マヨール・サラゴサ（英語版） - スペインの科学者。
- ジャンニ・ヴァッティモ - イタリアの美学者。
- スーザン・ジョージ - アメリカの政治経済学者。
- ウルリッヒ・ベック - ドイツの社会学者。
- ハンス・キュング - スイスのカトリック神学者。
- マルガリータ・サラス - スペインの生化学者・分子遺伝学者。
- マートン・ミラー - アメリカの経済学者。
- ホセ・マヌエル・カバジェロ（英語版） - スペインの小説家。